# Wacław Heppen

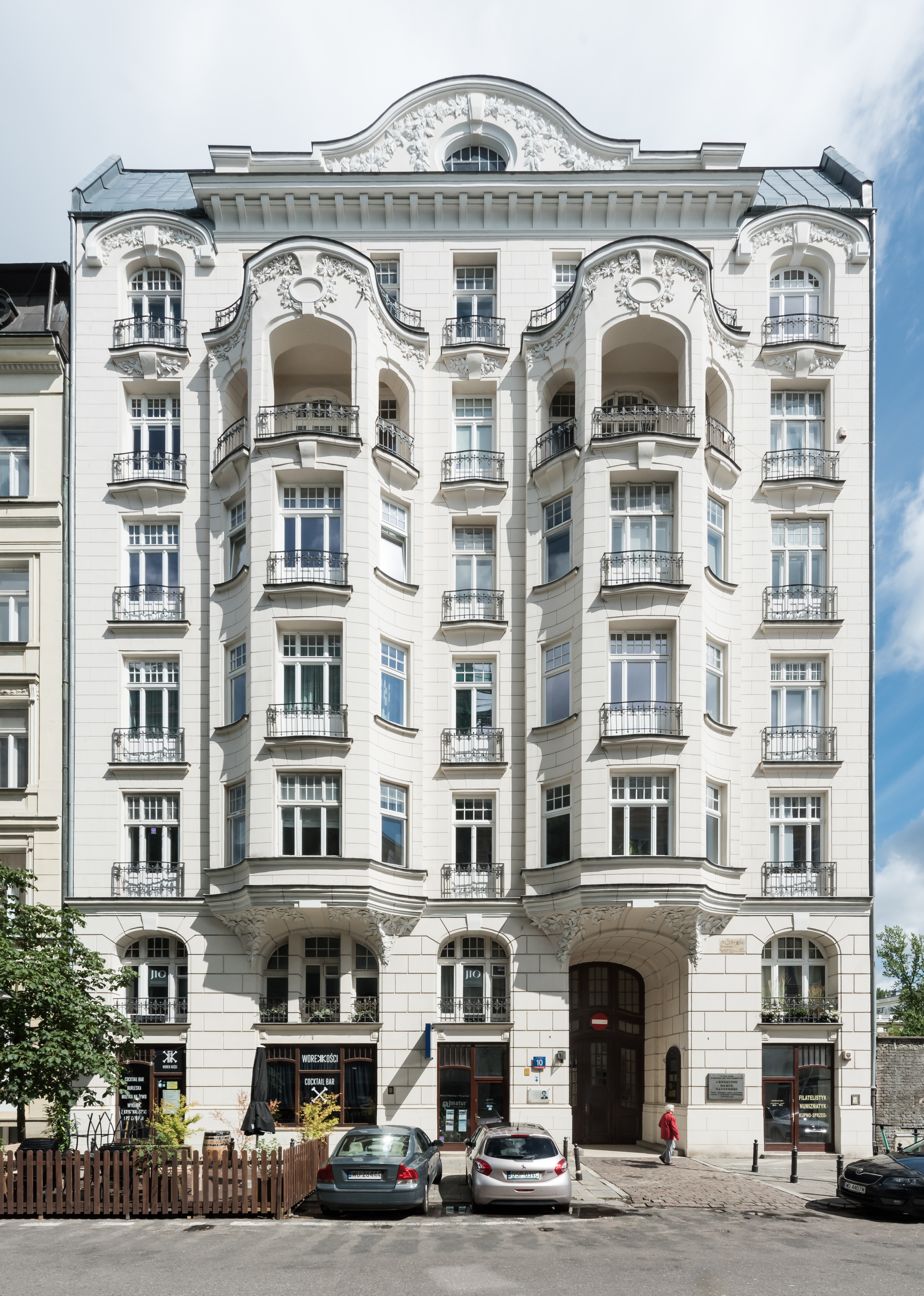
Kamienica Wildera przy ul. Bagatela 10

Wacław Heppen (ur. 1866 w Warszawie, zm. grudzień 1939 tamże) – polski architekt działający w Warszawie. W latach 1909–1914 zaprojektował i zrealizował (wspólnie z Józefem Czerwińskim) około 30 warszawskich kamienic.

## Życiorys
Był synem Tadeusza Heppena, kontrolera Banku Polskiego i Józefy z domu Szymańskiej. W końcu XIX wieku mieszkał we Lwowie, gdzie prawdopodobnie pracował w biurze projektowym Władysława A. Sadłowskiego. W 1903 (lub 1904) ukończył studia w Instytucie Politechnicznym w Rydze uzyskując tytuł architekta-budowniczego.
Ożenił się z aktorką teatralną Joanną Pawliszko, z którą miał pięcioro dzieci. Z rodziną przeprowadził się do Warszawy. Tam pracował w biurze Józefa Piusa Dziekońskiego, a następnie założył własne przedsiębiorstwo zajmujące się wykonywaniem sztukaterii. W latach 1909–1914 był pracownikiem w przedsiębiorstwie projektowo-budowlanym Józefa Czerwińskiego, gdzie wspólnie zaprojektowali i zrealizowali kilkadziesiąt warszawskich kamienic. 
Po I wojnie światowej Heppen pracował w bankowości, następnie w Ministerstwie Spraw Wojskowych. Prowadził też własną pracownię projektową.
Zmarł w grudniu 1939 na zapalenie płuc.

## Projekty własne
- kamienica przy ulicy Wolskiej 54[8]
- teatr „Nietoperz” przy ul. Nowy Świat[8]
- kino „Hollywood” przy ulicy Hożej[8]
- kino „Stylowe” przy ul. Marszałkowskiej[8]
- dom mieszkalny dla rodziny Weber przy ul. Łyszkiewicza 29

## Projekty wspólnie z Józefem Czerwińskim (w latach 1909-1914)
W czasie pracy w przedsiębiorstwie projektowo-budowlanym Józefa Czerwińskiego Wacław Heppen współpracował przy następujących projektach:
- kamienica Wildera przy ulicy Bagatela 10 (1911–1912)
- kamienica Zygmunta Lewina (Pod Zegarem) przy ulicy Chłodnej 20 (1912–1913)
- kamienica Henryka Löwenfisza przy ulicy Foksal 17
- kamienica Kazimierza Spinka przy ulicy Górskiego 3
- kamienica Kaweckiej (Lichtenbaumów) przy ulicy Hożej 39 (1911)
- kamienica Chaima Brauna i Janiny Macierakowskiej przy ulicy Hożej 41
- kamienica dr Józefa Dawidsona i inż. Chaskiela Kadyńskiego przy Alejach Jerozolimskich 43 (1911, obecnie nr 49)
- kamienica przy Alejach Jerozolimskich 81
- kamienica przy ulicy Kredytowej 9
- kamienica przy ulicy Książęcej 6 (przebudowa dla Wiktora Bychowskiego 1913–1914)
- kamienica Stanisława Ursyn-Rusieckiego przy ulicy Lwowskiej 13 (1912)
- kamienica przy ul. Marszałkowskiej 17
- kamienica przy ul. Marszałkowskiej 25
- kamienica przy ulicy Waliców 14 (przed 1913)[10]